# Macromitrium tocaremae
Macromitrium tocaremae är en bladmossart som beskrevs av Georg Ernst Ludwig Hampe 1847. Macromitrium tocaremae ingår i släktet Macromitrium och familjen Orthotrichaceae. Inga underarter finns listade i Catalogue of Life.